# Hyphessobrycon togoi
Hyphessobrycon togoi és una espècie de peix de la família dels caràcids i de l'ordre dels caraciformes.

## Morfologia
- Els mascles poden assolir 5,6 cm de llargària total i les femelles 6,84.
- Nombre de vèrtebres: 35.[4]

## Hàbitat
Viu a àrees de clima tropical.

## Distribució geogràfica
Es troba a Sud-amèrica: riu Salado i afluents del Riu de la Plata (Argentina).